# Tóth Mihály (jogász)
Tóth Mihály (Budapest, 1951. december 2. –) büntetőjogász, professzor emeritus, a Károli Gáspár Református Egyetem tanára, a Magyar Büntetőjogi Társaság elnöke, a Magyar Jogász Egyelt Büntetőjogi Szakosztálynak elnöke.
Életpályája
1975-ben szerzett jogi diplomát az ELTE Állam- és Jogtudományi Karán. 1975 és 1998 között ügyészként dolgozott, számos jelentős, főként gazdasági bűnügyben készített vádiratot, és látta el a vádképviseletet. Később vezetőként több ügyészi egységet irányított.
1989-ben tagja lett a koncepciós perek felülvizsgálatát végző jogász-történész bizottságnak. 1998 ősze és 2000 tavasza között az Igazságügyi Minisztérium büntetőjogi ügyekkel foglalkozó helyettes államtitkára volt.
A nyolcvanas évek eleje óta tanít, 2000 márciusa óta egyetemi tanár, 2016.-ig a Pécsi Tudományegyetem Állam és Jogtudományi Kara Büntetőjogi tanszékének vezetője volt. Emellett az ezredforduló éveitől – részben ugyancsak tanszékvezetőként – büntető eljárásjogot oktatott a Pázmány Péter Katolikus Egyetem Jog- és Államtudományi Karán és - jelenleg is – szakvizsga előkészítő tanfolyamokat vezet az ELTE Jogi Továbbképző Intézetében. 2019 második félévétől a KRE Állam és Jogtudományi Kara Bűnügyi Tudományok Intézetének egyetemi tanára, 2021.-től e karon is professor emeritusként.  Korábban vendégprofesszorként elsősorban német nyelvterületen, Ausztriában, Németországban, Svájcban tartott kurzusokat, előadásokat.
1989 őszén megvédte kandidátusi disszertációját, melynek a büntető eljárásjog körébe eső  tárgya a védekezési szabadság bűnügyekben való érvényesülésének tartalma volt. 2009 őszétől – miután megvédte „Gazdasági bűnözés és bűncselekmények a rendszerváltozás éveiben” címmel benyújtott doktori disszertációját – az MTA doktora.
2008 óta részfoglalkozású tudományos tanácsadó volt a Magyar Tudományos Akadémia Jogtudományi Intézetében, ma ugyanott a HUN-REN Társadalomtudományi  Kutatóközpont Jogtudományi Intézetének emeritus-professzora.  2017 és 2023 között két cikluson keresztül az MTA Állam- és Jogtudományi Bizottságának elnöke volt, 2023-tól a Bizottság tagja.
Nős, felesége dr. Tóth Éva jogász, Eszter lánya bíró, Mariann pszichológus, hét unokája van.
Díjai
2013-ban a Magyar Érdemrend Tisztikeresztjében részesült, munkásságát az ügyészség Kozma Sándor-díjjal, a Magyar Jogász Egylet Szalay László emlékéremmel,  a Magyar Kriminológiai Társaság Viski László emlékéremmel, a Magyar Ügyvédi Kamara „A jog szolgálatában” kitüntetéssel ismerte el. 2021-ben az Első Magyar Könyvszalon nagydíját kapta az elméleti jogászoknak szóló legjobb jogtudományi szakkönyv szerzőjeként. 2023-ban a Harmadik Magyar Könyvszalon emlékérmét kapta a Magyar Jog folyóirat főszerkesztőjeként végzett évtizedes munkájáért. 2023-ban az ELTE Szenátusa egyetemi magántanári címet adományozott részére. 2024-ben Deák Ferenc-díjban részesült.
Publikációi
Az évek során több mint  400  büntető eljárásjogi, büntetőjogi, kriminológiai illetve kriminalisztikai tárgyú könyve és  tanulmánya,  jelent meg, köztük több egyetemi jegyzet, tankönyv és monográfia. Számos kommentárnak és kézikönyvnek a szerzője, társszerzője. Írásai a bűnügyi tudományok legkülönbözőbb területeit érintik, foglalkozott pl. egyes bűncselekmények dogmatikai, értelmezési  problémáival, kriminál-taktikai kérdésekkel, vagy az ügyész szerepével, alkotmányjogi és büntetőeljárási helyzetével. A 90-es évek elejétől érdeklődése a gazdasági büntetőjog felé fordult, ennek aktuális kérdéseit feldolgozó monográfiái több kiadást értek meg. Tanulmányai egy részét német és angol nyelven, itthon és külföldön publikálta.
További információk
Tóth Mihály életrajza és publikációs jegyzéke a Károli Gáspár Református Egyetem honlapján
Tóth Mihály adatlapja a doktori.hu weboldalon
Tóth Mihály a Pázmány Péter Katolikus Egyetem honlapján Archiválva 2019. november 10-i dátummal a Wayback Machine-ben
Tóth Mihály a Pécsi Tudományegyetem honlapján